# Эхизибу, Кингсли
Кингсли Осезеле Эхизибу (нидерл. Kingsley Osezele Ehizibue; родился 25 мая 1995 года в Мюнхен, Германия) — нидерландский футболист, защитник клуба «Удинезе».
Эхизибу родился в Германии в семье выходцев из Нигерии. Когда ему было два года, его семья переехала в Нидерланды.

## Клубная карьера
Эхизибу — воспитанник клуба ПЕК Зволле. 29 октября 2014 года в поединке против Кубка Нидерландов против «ХХС Хандерберг» Кингсли дебютировал за основной состав. 13 декабря в матче против Виллем II он дебютировал в Эредивизи. 13 декабря 2015 года в поединке против АЗ Кингсли забил свой первый гол за «Зволле». Летом 2019 года Эхизимбу перешёл в немецкий «Кёльн». Дебютировал за новый клуб уже в первом матче, выйдя в основном составе на матч против «Вольфсбурга».